# Romanu
Romanu è un comune della Romania di 1 949 abitanti, ubicato nel distretto di Brăila, nella regione storica della Muntenia.
Il comune è formato dall'unione di 2 villaggi: Oancea e Romanu.